# Claude Hardy
Pour les articles homonymes, voir Hardy.
Claude Hardy, alias Antoine Vasset (?), est un polymathe précoce, né vers 1604 au Mans et décédé le 5 avril 1678 à Paris. Linguiste, mathématicien et homme de loi français, il est connu pour avoir possédé 36 langues et donné l'une des plus belles traductions des œuvres de François Viète.

## Biographie

### Une famille de juristes
Son père, Sébastien Hardy de l’Estour et de la Tabaize, est originaire de Paris, il est lui-même traducteur d’espagnol et d’italien, l'auteur de livres de comptabilité, appréciés de son temps et d'une traduction latine du bien vivre du cardinal Bellarmin. Sa mère se nomme Marie Belot-Despontis. Receveur des tailles du Mans, son père est nommé peu après sa naissance Conseiller auprès de la cour de Paris. 
En 1604, Sébastien réside à Paris rue Quinquempoix, paroisse Saint-Jacques de la Boucherie.
Son grand-père, également prénommé Claude, est pareillement conseiller au Châtelet de Paris (et seigneur de Lestourville). Par sa grand-mère, Simone Chartier, issue de Thifane Le Maire, Claude Hardy descend du croisé Eudes de Chaillou. Par sa tante, Françoise Hardy, il est allié des seigneurs de Waroquier. En 1610 la famille s'installe rue Saint-Honoré, paroisse Saint-Germain-de-l’Auxerrois.
En 1613, Claude Hardy donne une traduction d'Erasme publiée sous le titre : de la civilité morale des enfants par Claude Hardy, parisien âgé de neuf ans.
En 1614, Claude Hardy publie une traduction de vers du poète Verin, fils d'Ugolin, mort à 17 ans, en 1487 ; il a onze ans. L'année suivante, le 6 août 1615, Claude perd son grand-père.
Vers 1620, il lit le traité de Dioptrice de Kepler, publié à Augsbourg, en 1611.
En 1622, Hardy se marie à Paris avec Perrette Presche.

### Publications scientifiques
Très tôt, Claude Hardy se lie à l'ami de son père et de René Descartes, le trésorier général d'Amiens, Claude Mydorge. Celui-ci est un physicien spécialiste de l'optique et des miroirs. Admis aux rendez-vous hebdomadaire de Mersenne, il rencontre Roberval, Gassendi, Étienne Pascal et Peiresc.
Lorsque Descartes s'enfuit de Hollande (1623), il trouve refuge chez Sébastien Hardy. Dès lors la vie de la famille est liée à celle du philosophe.

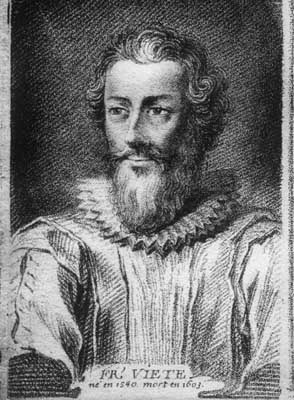
François Viète.

En 1625, le jeune Hardy fait publier une traduction (du grec en latin) des Data d'Euclide, suivie d'un commentaire de Marinus, disciple de Proclus. Sa traduction est unanimement saluée. Pierre Hérigone la fait figurer parmi les œuvres marquantes de sa chronologie des mathématiques. Une édition moderne des commentaires a été reproduite en 1947 par Maurice Michaux de l'université catholique de Louvain.
Avocat, Claude Hardy suit ses aïeux dans la carrière. En 1625, il est attaché au Parlement de Paris ; en 1626, il est nommé conseiller de la cour de justice de Paris, au Châtelet. On le dit d'une insigne probité.
En 1629, dans sa lettre du 20 novembre relative aux langues, Descartes écrit à Mersenne : Et je m'assure, que vous donniez à Monsieur Hardy un bon dictionnaire en Chinois, ou en quelquautre langue que ce soit, & un liure écrit en la mesme langue, qu'il entreprendra d'en tirer le sens. Ce qui empesche que tout le monde ne le pourroit pas faire.
En 1630 il publie un Examen de la duplication du cube, rejetant la méthode d'Yvon. 
Sa connaissance du grec, de l'arabe et des mathématiques lui permettent d'effectuer de nombreuses traductions d'auteurs de l'Antiquité. Certains témoins lui prêtent la connaissance de 36 dialectes orientaux.
La même année, on lui attribue, sous le nom d'Antoine Vasset, l'une des premières traductions de François Viète avec celle du Sieur de Vaulezard.

### Dans l'académie de Mersenne
Entre 1634 et 1635, Mersenne le propose à Peiresc pour traduire de l'arabe un manuscrit de musique maure, que Peiresc a reçu du Caire et qu'on croit truffé de vocables persans. Peiresc le récuse.
Lorsqu'en 1637, Pierre de Fermat critique sa Dioptrique, Descartes attaque Fermat sur sa théorie des minima puis demande à Mydorge et à Hardy de le soutenir. 
Mydorge et Hardy soutiennent Descartes (leur manuscrit s'est perdu), contre Roberval et Étienne Pascal ; ils en triomphent grâce à l'appui de Girard Desargues et de De Beaune (quoique la méthode proposé par Fermat soit correcte et plus simple que celle de Descartes), puis s'emploient à réconcilier les deux hommes. De Hollande, Descartes fournira Hardy en livres qu'on ne pouvait trouver à Paris.
En 1638, il publie une Réfutation de certaines preuves de la duplication du cube. On lui doit également une réfutation de Longomontanus sur la quadrature du cercle (mentionnée par Pierre Bayle dans son Dictionnaire historique et critique).
Le 9 octobre 1640, il perd son père. On connaît de lui un magnifique blason. Par ailleurs, on sait que Hardy a pratiqué des expériences de chimie avec Annibal Barlet, médecin et alchimiste, et Pierre Borel, avant que celui-ci ne devienne médecin de Louis XIV. Lorsque Descartes disparaît, on perd toutefois la trace de ses travaux.
Vers 1552, il rencontre, ainsi que De Beaune le mathématicien hollandais Rasmus Bartholin.
Entre 1660 et 1662, Claude Hardy déclare à Christian Huygens, devant Jean Chapelain et Melchisédech Thévenot, avoir vu 40 ans plus tôt, en Silésie ou en Moravie, un recueil imprimé du Traité des trois imposteurs,,. On lui connaît pour ami Pierre Gassendi, auquel il donne ses instruments astronomiques et Pierre-Daniel Huet, évêque d'Avranches, qui parle avantageusement de lui dans ses commentaires. Il se seraient rencontrés par l'intermédiaire de Gassendi dont il est chargé, en 1657-58, avec Chapelain, Henri Bernier et quelques autres, de rassembler les originaux afin de lui rendre un dernier hommage,.
En juillet 1675, ou à sa mort, la plupart de ses livres et manuscrits sont rachetés par Colbert. Outre son édition de Viète sous le nom d'Antoine Vasset, on lui doit également une vie de l'évêque Adalberon, livre laissé à l'état de manuscrit et publié anonymement par le père Labbe. Enfin, on prête à Claude Hardy l'origine de la rumeur accréditée par l'écrivain chalonnais Perry et le père Philibert Papillon, qui donne Pierre Hérigone comme un pseudonyme de Cyriaque de Mangin.
Il meurt conseiller de Paris, en avril 1678.
Il ne semble pas entretenir de liens de parenté avec le graveur Claude Hardy, né à Nancy et venant après lui.

## Œuvres
- Hardy, Claude, Euclidis Data, & Marini Philosophi in Data Euclidis commentarius graece & latine. Per Claudium Hardy nunc primum edita, Paris, M. Mondier, 1625. Disponible sur Google livres comme Eukleidu Dedomena, adiectus est Marini Philosophi commentarius graece et latine.
- Antoine Vasset L'algèbre nouvelle de François Viète.
- Une traduction des Institutioni de Zarlino, musicien italien. BN ms fr 1361, qui inspira probablement Descartes[30],[31].

## Sources
1. ↑  Paul Piolin, Histoire de l'église du Mans, p. 118
2. ↑  F.-A. Aubert de La Chesnaye des Bois, Dictionnaire de la noblesse, vol. 13, 1783, p. 51
3. ↑  Edmond Bonnaffé, Études Sur La Vie Privee de La Renaissance, p. 16
4. ↑   Jean-Claude Polet, Patrimoine littéraire européen, vol. 13, p. 411
5. ↑  Jean-Claude Grubar, La Précocité intellectuelle – de la mythologie à la génétique, p. 13
6. ↑  Claude-Pierre Goujet, Bibliotheque françoise, 1755, p. 13
7. ↑  Les Distiques de Verin. Mis en François par Claude Hardy sur viaLibri
8. ↑   Jean Lebeuf et Hippolyte Cocheris, Histoire de la ville et de tout le diocèse de Paris, p. 411
9. ↑  Jean Itard, « Les lois de la réfraction de la lumière chez Kepler », dans Revue d'histoire des sciences et de leurs applications, vol. 10, 1957, p. 59-68
10. ↑  Généalogie descendante d'Eudes De St Mard dit Eudes Le Maire (étude)
11. ↑  Joseph-François Michaud et Louis-Gabriel Michaud, Biographie universelle ancienne et moderne, vol. 18, 1857, p. 457
12. ↑   Henri-Jean Martin et Roger Chartier, Livre, pouvoirs et société à Paris au XVIIe siècle, vol. 1, p. 243
13. 1 2  Barthélemy Hauréau, Histoire littéraire du Maine, vol. 2, p. 113
14. ↑  Antoine Vasset et François Viète, édition complète traduite en français
15. ↑  Site pereisc.org : Mersenne et Peiresc, une amitié constructive.
16. ↑  (en) Ivor Grattan-Guinness (éd.), Landmark Writings in Western Mathematics 1640-1940.
17. ↑  Pierre Bayle, Dictionnaire historique et critique, 1820, p. 345.
18. ↑  Journal de l'Institut historique.
19. ↑  Pierre Chabbert, « Pierre Borel (1620 ?-1671) », dans Revue d'histoire des sciences et de leurs applications, vol. 21, 1968, p. 303-343.
20. ↑   Henry Méchoulan, Problématique et réception du Discours de la méthode et des Essais, p. 128.
21. ↑  Henri Busson, Le Rationalisme dans la littérature française, p. 350.
22. ↑  Geneviève Artigas-Menant, Les relations franco-anglaises aux XVIIe et XVIIIe siècles : périodiques et manuscrits clandestins, p. 285.
23. ↑  Olivier Bloch et Antony McKenna, La lettre clandestine, numéros 1 à 4, p. 219.
24. ↑  Philippe de Laroque, documents inédits sur Gassendi p. 16.
25. ↑  Louis-Gabriel Michaud,  Biographie universelle, ancienne et moderne, vol. 19, 1817, p. 415.
26. ↑  Catherine Volpilhac-Auger et Bruno Bureau, La collection Ad usum Delphini : l'Antiquité au miroir du Grand Siècle, Volume 1, p. 346.
27. ↑  Voir Antoine-Alexandre Barbier, Dictionnaire des ouvrages anonymes et pseudonymes, p. 608.
28. ↑  Joseph Bougerel, Vie de Pierre Gassendi.
29. ↑  Nicolas-Thomas Le Prince, Essai historique sur la Bibliotheque du Roi, 1782, p. 192.
30. ↑   Descartes s'inspira de cette traduction dans la seconde version de son Compendium, d'après Descartes et l'évolution de l'esthétique musicale de Brigitte Van Wymeersch.
31. ↑  Armand Machabey, « Quelques savants-musiciens de l'époque de Mersenne », dans Revue d'histoire des sciences et de leurs applications, vol. 11, n°3, 1958, p. 193-206